# Latouchia fasciata
Latouchia fasciata là một loài nhện trong họ Ctenizidae.
Loài này thuộc chi Latouchia. Latouchia fasciata được miêu tả năm 1907 bởi Embrik Strand.